# Ohňová země

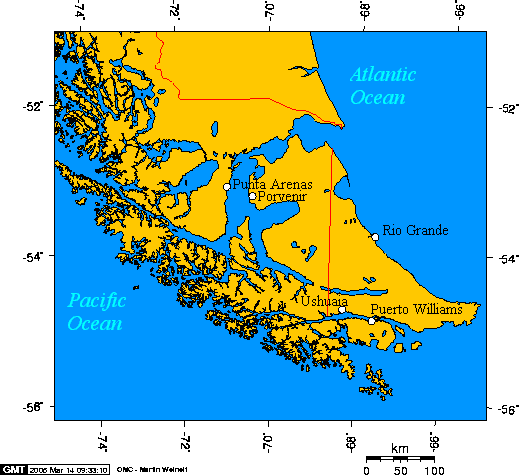
Mapa Ohňové země

Ohňová země (španělsky Tierra del Fuego) je souostroví u jižního pobřeží Jižní Ameriky a také jeho hlavní ostrov (Isla Grande de Tierra del Fuego) u jižního cípu Jižní Ameriky. Nachází se mezi Magalhãesovým průlivem (ten ji odděluje od pevniny) a Drakeovým průlivem. Souostroví se skládá z hlavního ostrova Isla Grande de Tierra del Fuego, který je rozdělen mezi Chile a Argentinou, o rozloze 48.100 km², a skupinou menších ostrovů, včetně mysu Horn.
Ohňovou zemi objevil v roce 1520 Fernão de Magalhães a pojmenoval ji podle ohňů, které uviděl v noci na ostrovech. Magalhães se domníval, že to jsou ohně ze sopek, ve skutečnosti to byly táborové ohně kočovných indiánů.
Od roku 1881 je Ohňová země rozdělena mezi Argentinu a Chile.

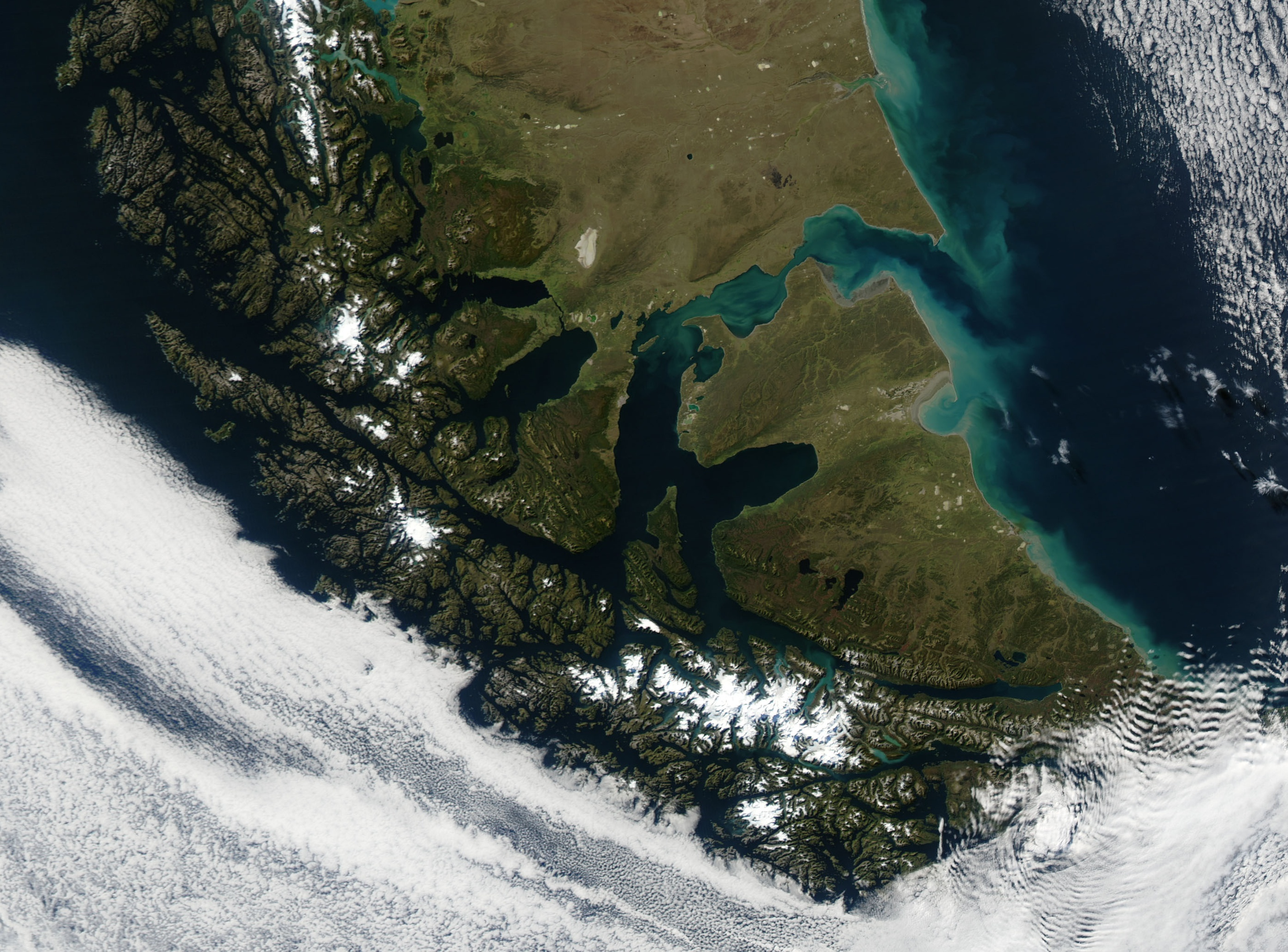
Satelitní snímek Ohňové země

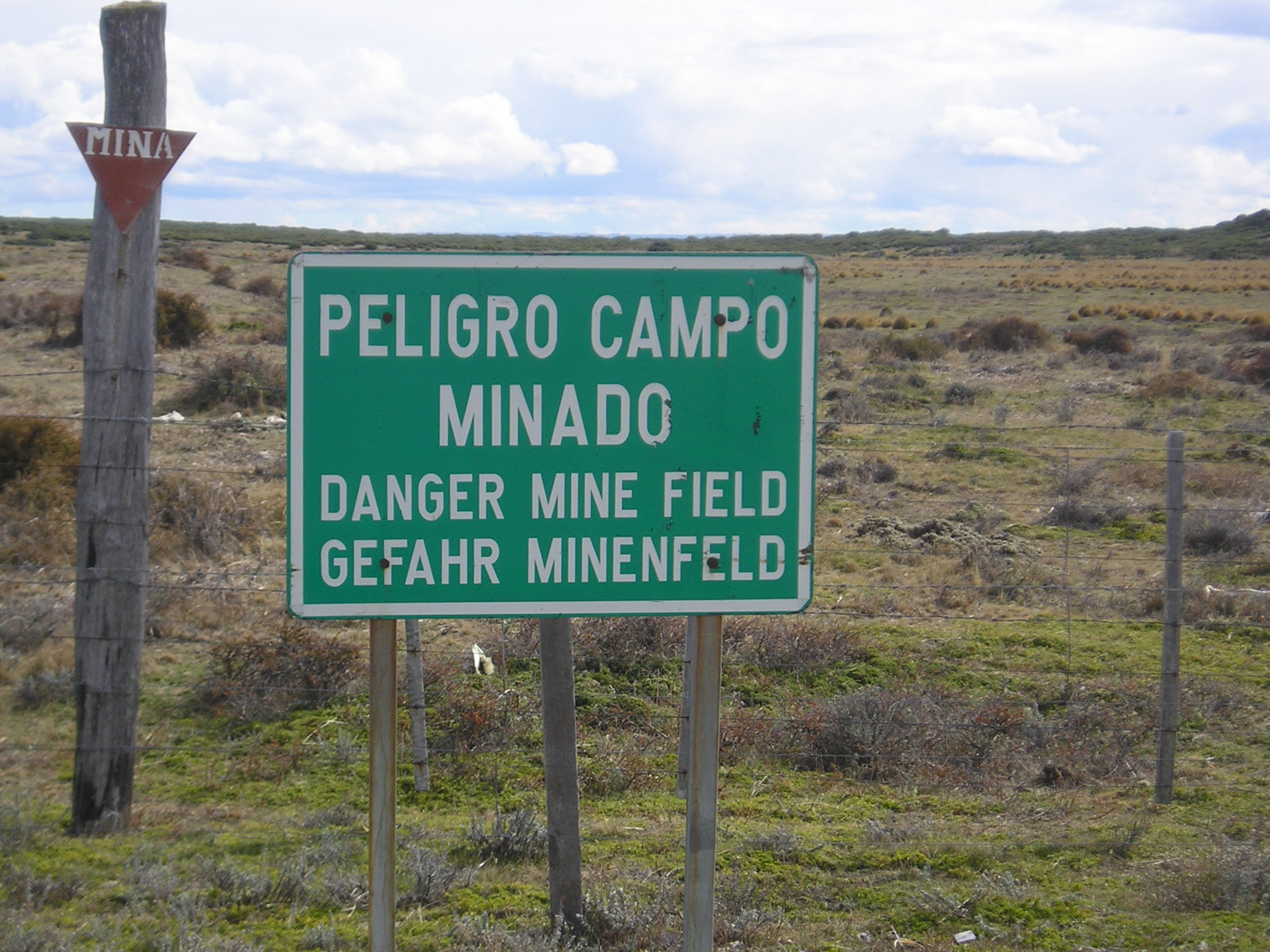
Minové pole na ostrově Isla Grande de Tierra del Fuego Chile, fotografie z roku 2006.

## Základní údaje
- Rozloha: 71 500 km², podle jiných zdrojů 73 646 km²
- Počet obyvatel: v argentinské části asi 100 000, v chilské části asi 7 500
- Podnebí: oceánické, chladné
- Krajina: magellanské lesy And (nejvyšší hora Cordillera Darwin 2469 m n. m.), v severních a východních částech stepi

## Přehled ostrovů
| Ostrov       | Rozloha (km²) | Populace | Nejvyšší vrchol  | Výška | Země              | Lokalizace                       |
| ------------ | ------------- | -------- | ---------------- | ----- | ----------------- | -------------------------------- |
| Grande       | 47 992        | 133 902  | Monte Shipton    | 2 469 | Argentina / Chile | 54°10′ j. š., 68°30′ z. d.       |
| Hoste        | 4 117         | 11       | —                | 1 402 | Chile             | 55°15′ j. š., 69° z. d.          |
| Santa Inés   | 3 688         | 0        | —                | 1 371 | Chile             | 53°45′ j. š., 72°45′ z. d.       |
| Navarino     | 2 473         | 1 677    | Pico Navarino    | 1 180 | Chile             | 55°5′ j. š., 67°40′ z. d.        |
| Desolación   | 1 352         | 0        | Monte Harte Dyke | 1 128 | Chile             | 53°6′ j. š., 73°54′ z. d.        |
| Dawson       | 1 290         | 301      | —                | 975   | Chile             | 53°58′12″ j. š., 70°34′48″ z. d. |
| Aracena      | 1 164         | 0        | —                | 1 158 | Chile             | 54°10′ j. š., 71°20′0″ z. d.     |
| Clarence     | 1 111         | 5        | —                | —     | Chile             | 54°10′ j. š., 71°50′0″ z. d.     |
| Londonderry  | 643           | 0        | —                | 1 548 | Chile             | 55°3′ j. š., 70°42′42″ z. d.     |
| Gordon       | 591           | 0        | —                | 1 548 | Chile             | 54°58′ j. š., 69°35′ z. d.       |
| Ostrov Stavů | 534           | 4        | —                | 823   | Argentina         | 54°47′ j. š., 64°15′ z. d.       |

## Geografie
Souostroví se skládá z hlavního ostrova (Isla Grande de Tierra del Fuego) s rozlohou 48 100 km², a skupinou menších ostrovů. Hlavní ostrov je rozdělen mezi dvě země: 18 507,3 km² (38,57 %) patří Argentině, 29 484,7 km² (61,43 %) patří k území Chile.
K území Chile patří: Polovina ostrova Isla Grande de Tierra del Fuego a ostrovy na západ a na jih od něj. Hlavní město je Punta Arenas. Největší chilské město je Porvenir.
K území Argentiny patří: Východní část souostroví, ostrovy v jižním Atlantiku, jejíž základní kapitál tvoří Ushuaia, největším město souostroví. Dalším důležitým městem v regionu je Rio Grande na pobřeží Atlantského oceánu.

## Podnebí
Tato oblast má oceánské podnebí, s krátkými, chladnými léty a dlouhé, vlhké, středně mírné zimy: průměr srážek 3000 mm za rok na západě, ale srážky rychle klesájí na východní straně souostroví. Teploty jsou stabilní po celý rok: v městě Ushuaia jen těžko překonávají 9 °C v létě a průměrná teplota v zimě je 0 °C. Sněžení může nastat i v létě. Chladná a vlhká léta pomáhají zachovávat staré ledovce. Nejjižnější ostrovy pod Antarktidou mají prostředí typické pro tundry, který neumožňuje růst stromů. Některé oblasti mají polární klima. Oblasti na světě s podobným podnebím jako na jižní straně Ohňové země, jsou: Aleutské ostrovy, Island, Aljašský poloostrov a Faerské ostrovy.

## Původní obyvatelé
Původními obyvateli byli indiáni z kmenů Alakaluf, Selknam (Ona) a Jaghan. Selknamové žijící ve vnitrozemí byli kočovní lovci divokých lam guanako a kožešinové zvěře, Jaghanové a Alakalufové sídlili na pobřeží, zhotovovali čluny z kůry a živili se sběrem měkkýšů, rybolovem a lovem mořských savců. Podle Darwina praktikovali v době hladu kanibalismus. Během 19. a počátku 20. století byli zdejší indiáni postiženi epidemiemi a vystaveni tvrdému pronásledování ze strany zlatokopů a farmářů, nejhůř byli postiženi Selknamové, kteří byli přímo vybíjeni. Jaghanové a Alakalufové byli postiženi spíše epidemiemi neštovic, chřipky a tuberkulózy. Na Ohňové zemi a přilehlé chilské pevnině přežívá asi 2600 Alakalufů, 1700 Jaghanů a necelých 500 Selknamů, většinou míšenců, hovořících pouze španělsky, pouze část Alakalufů ještě mluví svým původním jazykem.